# Cohennoz
Cohennoz és un municipi francès situat al departament de la Savoia i a la regió d'Alvèrnia-Roine-Alps. L'any 2007 tenia 155 habitants.

## Demografia

### Població
El 2007 la població de fet de Cohennoz era de 155 persones. Hi havia 68 famílies de les quals 24 eren unipersonals (16 homes vivint sols i 8 dones vivint soles), 24 parelles sense fills i 20 parelles amb fills.
La població ha evolucionat segons el següent gràfic:
Habitants censats

### Habitatges
El 2007 hi havia 580 habitatges, 72 eren l'habitatge principal de la família, 496 eren segones residències i 12 estaven desocupats. 212 eren cases i 364 eren apartaments. Dels 72 habitatges principals, 50 estaven ocupats pels seus propietaris, 15 estaven llogats i ocupats pels llogaters i 7 estaven cedits a títol gratuït; 3 tenien una cambra, 13 en tenien dues, 18 en tenien tres, 16 en tenien quatre i 22 en tenien cinc o més. 62 habitatges disposaven pel capbaix d'una plaça de pàrquing. A 42 habitatges hi havia un automòbil i a 27 n'hi havia dos o més.

### Piràmide de població
La piràmide de població per edats i sexe el 2009 era:
| Homes | Edats   | Dones |
| ----- | ------- | ----- |
| 0     | 95 o +  | 0     |
| 0     | 90 a 94 | 0     |
| 0     | 85 a 89 | 0     |
| 0     | 80 a 84 | 4     |
| 4     | 75 a 79 | 4     |
| 4     | 70 a 74 | 8     |
| 4     | 65 a 69 | 0     |
| 0     | 60 a 64 | 4     |
| 0     | 55 a 59 | 8     |
| 4     | 50 a 54 | 4     |
| 8     | 45 a 49 | 0     |
| 16    | 40 a 44 | 4     |
| 4     | 35 a 39 | 8     |
| 4     | 30 a 34 | 16    |
| 4     | 25 a 29 | 4     |
| 4     | 20 a 24 | 0     |
| 4     | 15 a 19 | 0     |
| 4     | 10 a 14 | 8     |
| 4     | 5 a 9   | 8     |
| 12    | 0 a 4   | 0     |

## Economia
El 2007 la població en edat de treballar era de 94 persones, 71 eren actives i 23 eren inactives. De les 71 persones actives 70 estaven ocupades (42 homes i 28 dones) i 1 aturada (1 home). De les 23 persones inactives 11 estaven jubilades, 9 estaven estudiant i 3 estaven classificades com a «altres inactius».

### Ingressos
El 2009 a Cohennoz hi havia 66 unitats fiscals que integraven 150 persones, la mediana anual d'ingressos fiscals per persona era de 17.739,5 €.

### Activitats econòmiques
Dels 20 establiments que hi havia el 2007, 5 eren d'empreses de construcció, 5 d'empreses de comerç i reparació d'automòbils, 6 d'empreses d'hostatgeria i restauració, 2 d'empreses immobiliàries, 1 d'una entitat de l'administració pública i 1 d'una empresa classificada com a «altres activitats de serveis».
Dels 9 establiments de servei als particulars que hi havia el 2009, 1 era un paleta, 1 guixaire pintor, 1 electricista, 1 perruqueria i 5 restaurants.
Els 2 establiments comercials que hi havia el 2009 eren botigues de material esportiu.

## Poblacions més properes
El següent diagrama mostra les poblacions més properes.